# Taba Gindo
Taba Gindo is een bestuurslaag in het regentschap Musi Rawas van de provincie Zuid-Sumatra, Indonesië. Taba Gindo telt 1328 inwoners (volkstelling 2010).